# Weißes Haus (Rotterdam)

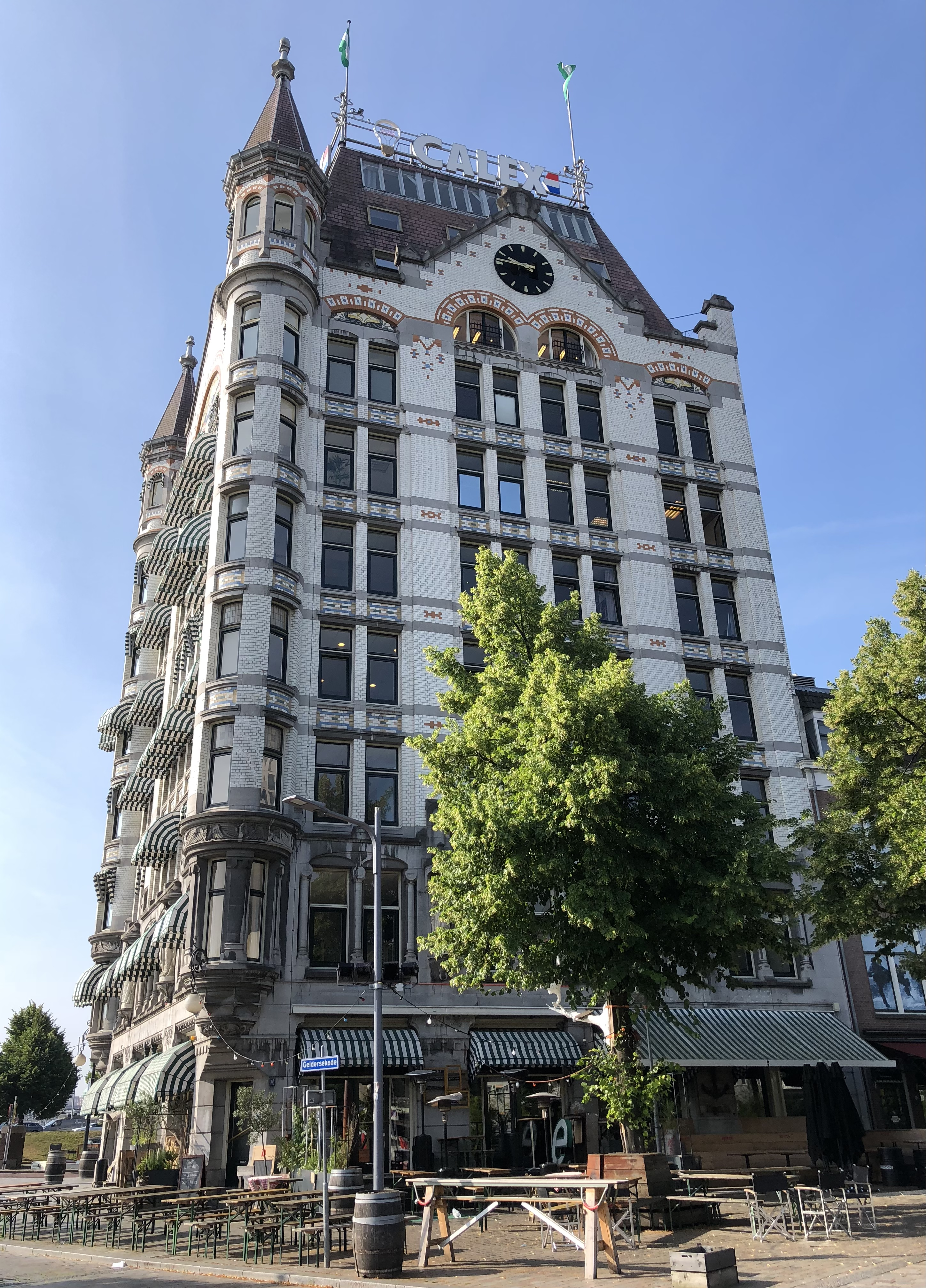
Weißes Haus im Jahr 2019, Blick von Norden

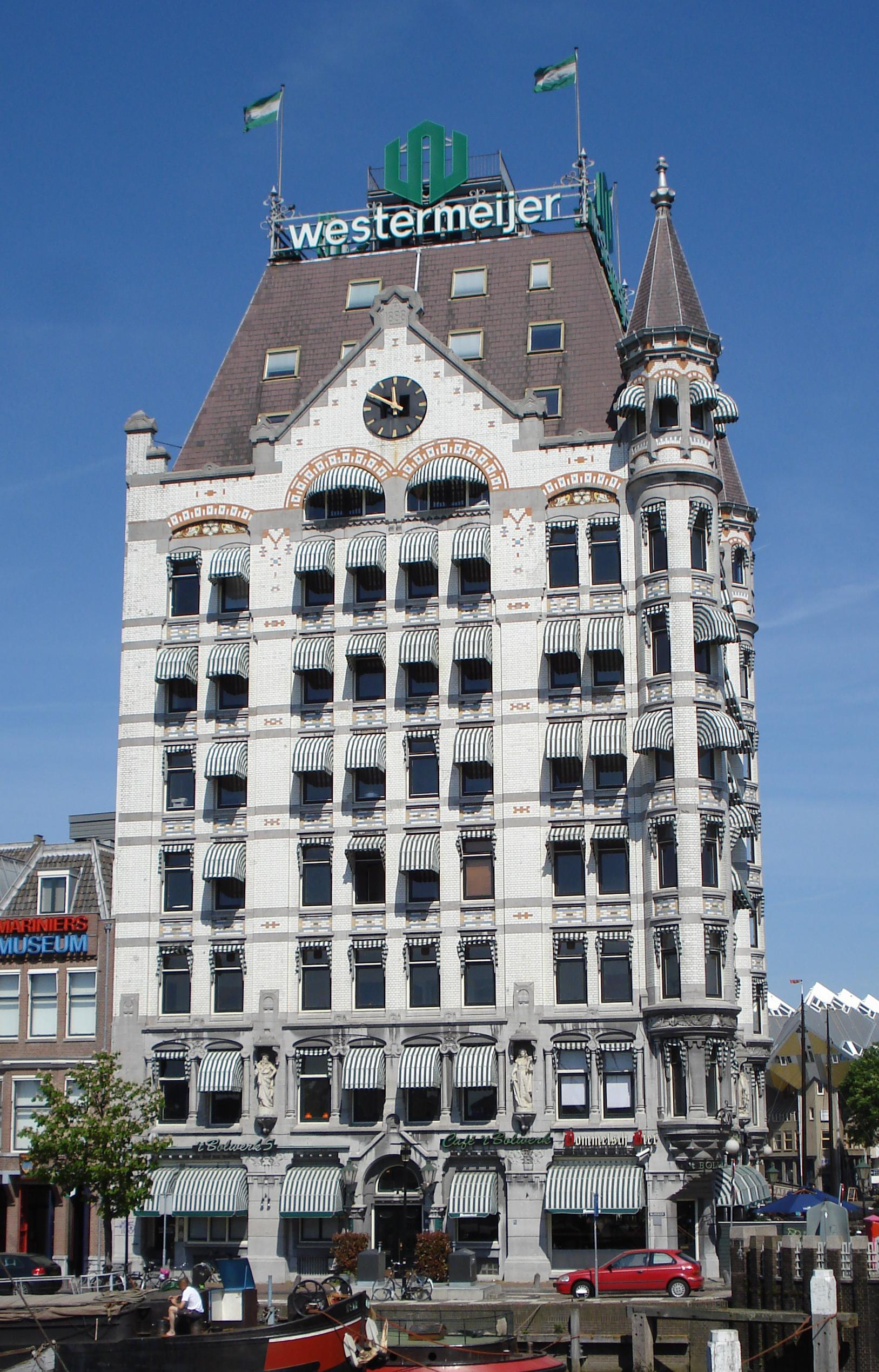
Südseite, 2007

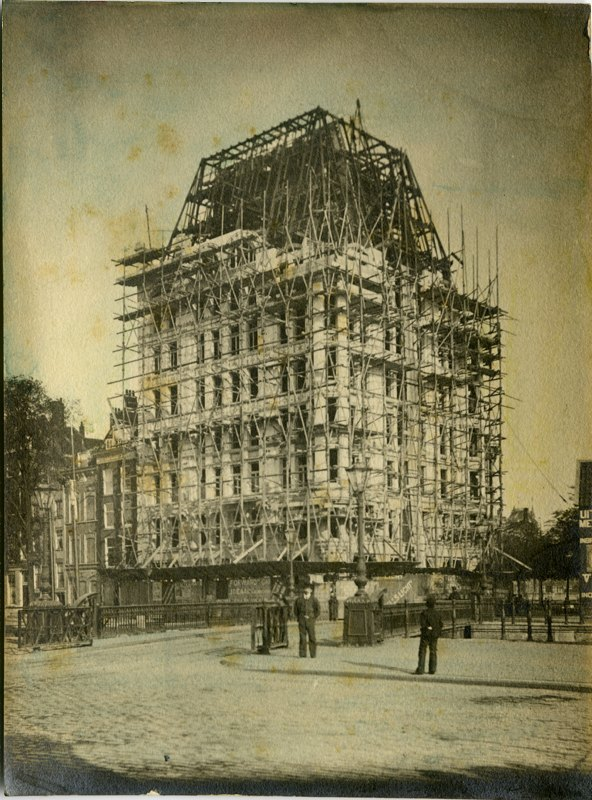
Bau des Hauses

Das Weiße Haus (niederländisch Witte Huis) ist ein denkmalgeschütztes Bürohaus in Rotterdam in den Niederlanden.

## Lage
Das Gebäude befindet sich im Stadtzentrum in einer markanten Ecklage an der Adresse Wijnhaven 3. Die südlich des Hauses verlaufende Straßen Wijnhaven mündet auf die östlich entlangführende Geldersekade. Nördlich des Hauses befindet sich die Oost-Wijnstraat. Die stadtbildprägende Lage wird dadurch verstärkt, dass sowohl südlich, mit dem Oudehaven aber auch östlich und nördlich sich größere Wasserflächen erstrecken.

## Architektur und Geschichte
Das zehngeschossige Hochhaus entstand in den Jahren 1897/1898 nach einem Entwurf von Willem Molenbroek im Stil des Eklektizismus. Die Gestaltung des Bürogebäudes erinnert an US-amerikanische Vorbilder. Das Weiße Haus galt mit seinen 45 Metern zur Bauzeit als höchstes Bürogebäude und erster Wolkenkratzer Europas.
Der Grundriss ist annähernd quadratisch. Bedeckt ist der Bau mit einem mit Schiefer gedeckten Walmdach. Das oben flache Dach wurde als Aussichtspunkt genutzt und ist traditionell mit Werbeschildern bestückt.
Die Fassaden sind sowohl im Erd- als auch im ersten Obergeschoss mit Naturstein verkleidet. Das Erdgeschoss war ursprünglich für Geschäfte und Cafés vorgesehen. Die oberen Geschosse sind mit weiß glasierten Backsteinen verkleidet, woraus sich der Name des Gebäudes ergibt. Mittels gelben, roten und blauen Ziegeln werden an der Fassade geometrische Muster gebildet. Außerdem bestehen in Formen des Jugendstils florale Motive aus bunten Fliesen. Jede der drei Fassaden wird mittig von einem Dreiecksgiebel bekrönt, in den auf der Süd- und der Nordseite eine Uhr platziert ist, über der sich die Jahresinschriften 1898. Der Abschluss wird von Leisten aus Naturstein gebildet. An den beiden nach Osten weisenden Ecken des Hauses befindet sich vor den Obergeschossen jeweils ein runder von einem spitzen Dach bekrönter Erker. An ihrer Basis finden sich Darstellungen von geflügelten Drachen. Außerdem bestehen schmiedeeiserne mit floralen Motiven versehene Laternenhalterungen. Am Dach der Erker Im oberen Teil der Ostfassade befindet sich unterhalb eines Rundbogens eine Namensinschrift. Auf der Westseite des Hauses wurden Fluchttreppen angeordnet. Der von Naturstein gefasste Haupteingang zum Gebäude befindet sich auf der Südseite.
Am ersten Obergeschoss wurden auf Pfeilern sechs Statuen angebracht, die jeweils von einem Baldachin aus Naturstein bekrönt waren. Die allegorischen Statuen waren von Simon Miedema geschaffen worden und mit goldenen Inschriften versehen. Sie stellten unter anderem Arbeit, Fortschritt (östliche Fassade), Landwirtschaft und 'Industrie' (Nordseite) und Handel dar.
Während des Zweiten Weltkriegs wurde das Haus durch Bombardierung beschädigt, blieb jedoch anders als die meisten Gebäude der Nachbarschaft erhalten. Dabei wurden auch die Statue Arbeit zerstört.
Im Inneren des Gebäudes besteht eine eiserne Treppenkonstruktion mit dekorativem schmiedeeisernem Geländer. Außerdem sind im Treppenhaus Jugendstil-Buntglasfenster mit floralen Motiven erhalten. In der Eingangshalle finden sich Maskarone und Kachelverzierungen mit einem Reliefrahmen aus stilisierten Blumenmotiven.
Das Weiße Haus wurde am 14. Mai 1986 als Rijksmonument registriert und wird im Denkmalverzeichnis unter der Nummer 334003 geführt.